# Proeuphractus
Proeuphractus — вимерлий рід ксенартранів, споріднений із сучасними броненосцями. Він жив з раннього до пізнього міоцену, а його скам'янілі останки були виявлені в Південній Америці.

## Опис
Ця тварина була дуже схожа на сучасного шестиполосого броненосця, але, ймовірно, була більшою за Priodontes maximus. Проевфракт мав панцир, подібний до панцира сучасних броненосців, з повними рухливими смугами остеодерм, що дозволяло тварині принаймні частково згортатися.

## Класифікація
Рід Proeuphractus був вперше описаний у 1886 році Флорентіно Амегіно на основі викопних останків, знайдених в Аргентині в місцевостях пізнього міоцену. Типовим видом є Proeuphractus limpidus, скам’янілості якого також були знайдені в Уругваї. Кілька інших видів пізніше були віднесені до роду, такі як Proeuphractus laevis, P. limus, P. nanus, P. recens і P. setiger, останній є найдавнішим видом з раннього міоцену.